# Hanleyia brachyplax
Hanleyia brachyplax is een keverslakkensoort uit de familie van de Hanleyidae. De wetenschappelijke naam van de soort is voor het eerst geldig gepubliceerd in 2009 door Simone & Jardim [in Rios].